# Natalia Leite
Natalia Leite é uma escritora, diretora, atriz e artista brasileira. Seu longa-metragem de estreia, Bare, estreou no Festival de Cinema de Tribeca, em 2015 e foi lançado nos cinemas pela IFC e pela Paramount Pictures. Ela é um colaboradora assídua da Vice Media e co-criadora da websérie Be Here Nowish. O seu segundo longa-metragem, M.F.A., estreou no SXSW em 2017 e foi indicado para o Grand Jury Award.

## Início da vida
Natalia, nasceu e cresceu em São Paulo. Estudou no Instituto de Arte de São Francisco.
Em 2006, mudou-se para Nova Iorque, onde ela começou a escrever, dirigir e produzir seus próprios curtas-metragens de baixo orçamento, que foram exibidos em festivais internacionais e começou sua carreira expondo desenhos, fotografias e filmes de arte em galerias.

## Carreira
Ela dirigiu documentários para a Vice Media, incluindo o show Every Woman, onde ela viveu e trabalhou como stripper em uma parada de caminhões no Novo México, que ela descobriu, enquanto procurava locações para o filme Bare.
Natalia co-criou e estrelou a websérie de Be Here Nowish juntamente com Alexandra Roxo. O show é sobre duas garotas nova-iorquinas sexualmente progressista que abandonar suas vidas e vão para Los Angeles em busca do seu despertar espiritual. Ela estreou no Festival de Cinema de Tribeca, em 2014 com comentários positivos e está atualmente em sua segunda temporada.
Em colaboração frequente com Kyp Malone, ela estrelou o clipe da música "Million Miles", da banda TV On The Radio. Malone então criou a trilha sonora para o filme Bare. Leite foi palestrante convidada no New York Women in Film and Television, Apple Store Talks e Independent Filmmaker Conference.

## Bare
Sua estreia com diretora estrelou Dianna Agron, Paz de la Huerta, Chris Zylka e Louisa Krause. Bare estreou no Festival de Cinema de Tribeca, em 2015 sob comentários positivos e foi comprado pouco depois pelo IFC para distribuição nos Estados Unidos e pela Myriad Pictures para distribuição internacional. Após a sua estreia, o Filme Journal escreveu: "Uma diretora premiada, a descrição Leite da busca de Sarah pela identidade é fascinante por sua narrativa e direção". Katie Walsh, do Los Angeles Times escreveu "Diretora Natalia Leite traz uma inteligência emocional e sensibilidade a Bare".
O filme conta a história de uma jovem em Nevada (Dianna Agron), que se envolve romanticamente com uma andarilha (Paz De La Huerta), que introduz ela em uma vida de prostituição, drogas e experiências psicodélicas, e lhe ensina o que acontece quando a vida real alcança a fantasia sombria. O filme foi exibido na noite de encerramento do Frameline em São Francisco e teve a sua estreia internacional no British Film Institute, em março de 2016.

## M. F. A.
O seu segundo longa-metragem, M.F.A. estreou no SXSW em março de 2017, e foi indicado para o Grand Jury Award. O filme é estrelado por Francesca Eastwood, Clifton Collins Jr. e Peter Vack.